# Kateřina Kovalová
Kateřina Kovalová (* 12. prosince 1978 Ostrava) je bývalá česká krasobruslařka, závodící v tanečních párech s Davidem Szurmanem.
Startovala na ZOH 2002, kde se umístili dvacátém místě. Na přelomu 20. a 21. století se účastnili také světových a evropských šampionátů (nejlépe 17. místo na ME 2000 a 2002), v letech 2000 a 2001 se stali mistry České republiky.